# Debra Messing
Debra Messing, född 15 augusti 1968 i Brooklyn i New York, är en amerikansk skådespelare. 
Hon är mest känd för sin roll som Grace i den amerikanska TV-serien Will & Grace (1998–2006, 2017–2020). För den rollen vann hon 2003 års Primetime Emmy Award för bästa kvinnliga huvudroll i en komediserie.

## Filmografi (urval)
- 1994–1995 – På spaning i New York (TV-serie) (3 avsnitt)
- 1995 – En vandring bland molnen
- 1996–1997 – Seinfeld (TV-serie) (2 avsnitt)
- 1997–1998 – Prey (TV-serie) (13 avsnitt)
- 1998–2006 – Will & Grace (TV-serie) (191 avsnitt)
- 2002 – Hollywood Ending
- 2002 – The Mothman Prophecies
- 2004 – ...och så kom Polly
- 2004 – Gustaf (röstroll)
- 2005 – Wedding Date
- 2006 – Boog & Elliot - Vilda vänner (röstroll)
- 2007 – Lucky You
- 2007 – Purple Violets
- 2007–2008 – The Starter Wife (TV-serie) (10 avsnitt)
- 2011 – Law & Order: Special Victims Unit (TV-serie) (1 avsnitt)
- 2017–2020 – Will & Grace (TV-serie) (55 avsnitt)
- 2025 – The Alto Knights